# Alpes de Stubai
Los Alpes de Stubai (alemán: Stubaier Alpen; italiano: Alpi dello Stubai) es un macizo montañoso en los Alpes Orientales Centrales de Europa. Lleva el nombre del valle de Stubaital situado al este. Se encuentra al suroeste de Innsbruck, Austria, y varias cumbres de la cordillera forman parte de la frontera de Austria con Italia. La cadena está limitada por el valle del río Inn al norte; el valle del río Sill (Wipptal) y el paso de Brenner al este (que lo separa de los Alpes de Zillertal); el Ötztal y Timmelsjoch al oeste (que lo separa de los Alpes Ötztal), y al sur por los afluentes del río Passer e Isarco.

## Geografía
Los Alpes de Stubai llevan el nombre del valle de Stubai, que se extiende desde el sur de Innsbruck, en dirección sudoeste, hasta las profundidades de la cordillera.
Partes importantes de los Alpes de Stubai muestran signos de glaciación. La parte norte, alrededor del valle de Sellrain y el Kühtai son un popular destino de esquí (Zischgeles, Lampsenspitze, Pirchkogel, Sulzkogel). El Alto Stubai alrededor del valle superior de Stubai todavía tiene varios glaciares y es una región clásica de alta montaña en los Alpes Orientales. Aquí hay una zona de esquí glaciar en el glaciar de Stubai.
Junto con los Alpes de Ötztal al oeste, con los que están unidos por la silla de Timmelsjoch, los Alpes de Stubai forman uno de los mayores bloques montañosos de los Alpes Orientales..

### Frontera y grupos de montañas
En la clasificación Alpine Club de los Alpes orientales (AVE), los Stubai son el número 31. Su límite sigue la siguiente línea:

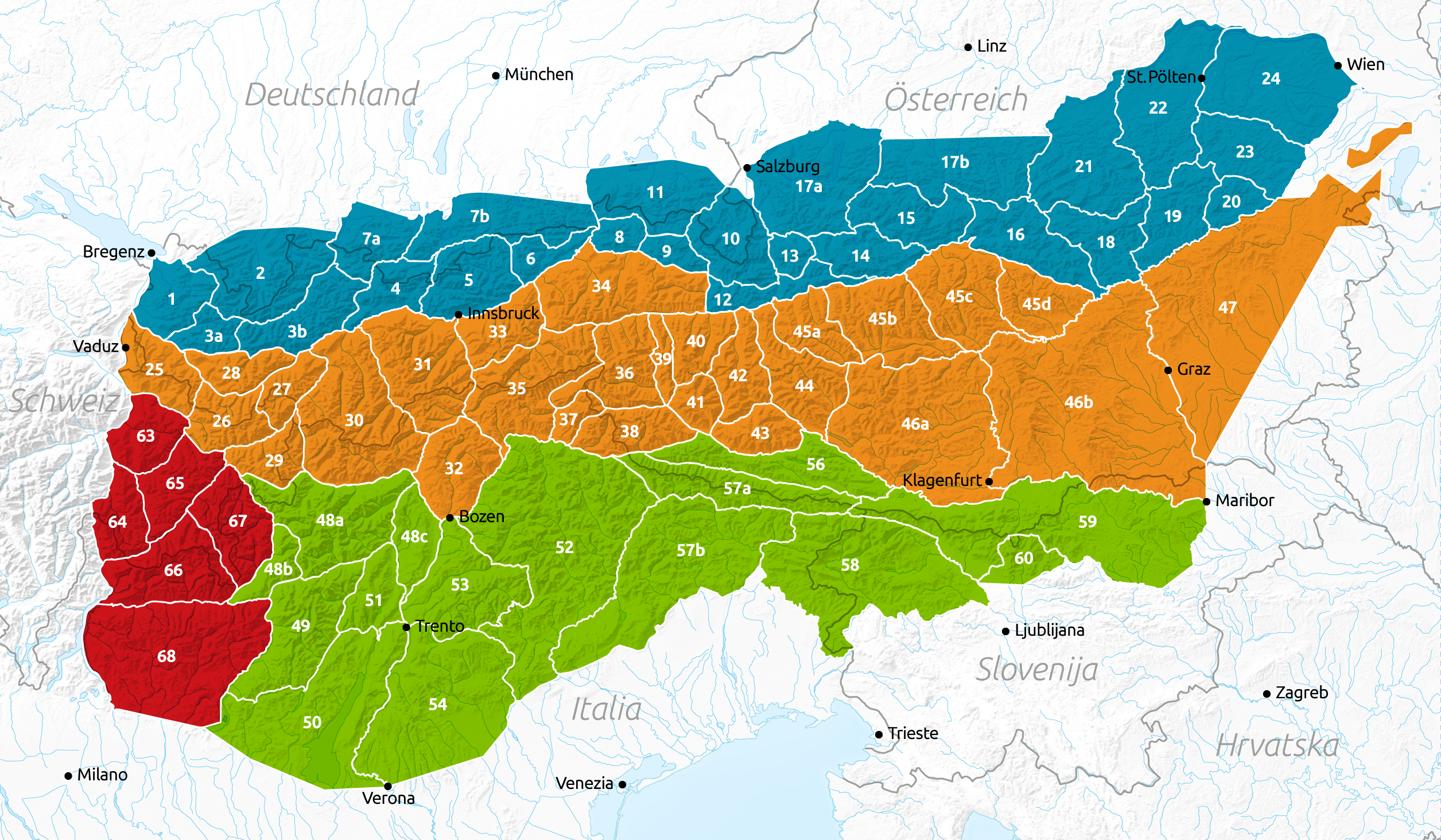
Las 75 secciones de los Alpes orientales según la clasificación de los clubes alpinos. La n.º 31 corresponde a los Alpes de Stubai.

- en el norte, sigue el curso del río Eno;
  - en el noroeste, sigue el Eno desde su confluencia con el Ötztaler Ache (cerca de la estación de tren Ötztal) hasta la confluencia con el Gurglbach (cerca de Imst), luego hasta la cadena Mieming (AVE 4) en los Alpes Bávaros;
  - en el norte, sigue el río Eno hasta Innsbruck, que divide los Alpes de Stubai del Karwendel (AVE 5) en los Alpes Bávaros;
- en el este, está formado por el valle de Wipptal:
  - en el noreste sigue el río  Sill hasta su confluencia con el Schmirnbach (Schmirntal) cerca de St. Jodok, frente a los Alpes de Tux (AVE 33);
  - en el al sureste,  sigue el Sill hasta el paso del Brennero –   río Isarco hasta Sterzing, el cual separa los Alpesde Stubai de los Alpes Zillertal  (AVE 35);
- en el sur sigue el Ridaunbach inferior - Jaufenbach (Jaufental) - Paso de Jaufen - San Leonardo in Passiria, una línea que lo divide de los Alpes de Sarntal (AVE 32, que se consideran como parte de los Alpes Centrales del Este);
- en el oeste, sigue la línea: Passeiertal - Schönauer Alm - Timmelsjoch - Timmelsbach - Gurgler Ache - Ötztaler Ache (todo el valle de Ötz) hasta su confluencia con el Eno, formando el límite con los Alpes de Ötztal (AVE 30).

### Subgrupos

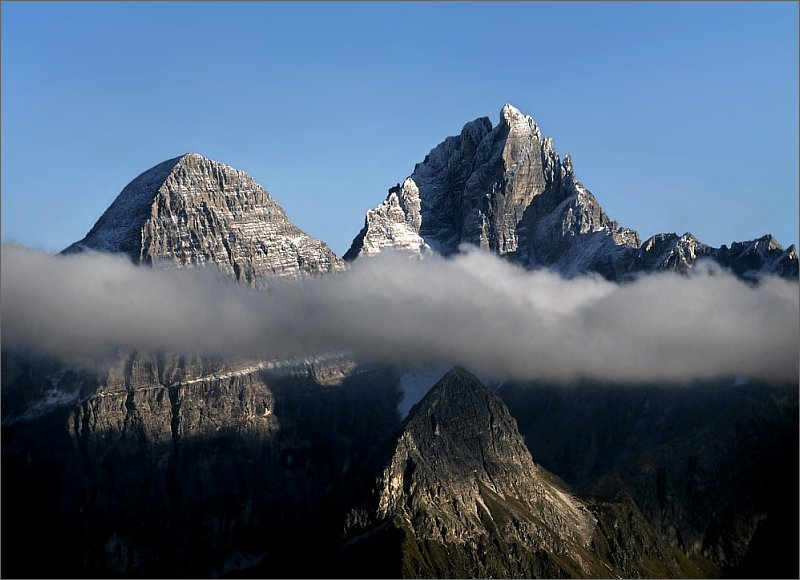
Gschnitzer Y Pflerscher Tribulaun

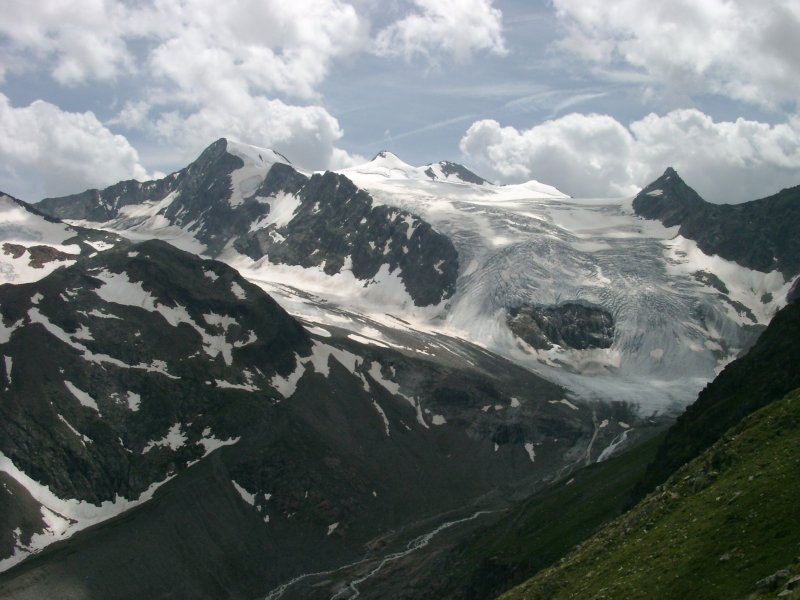
Zuckerhütl

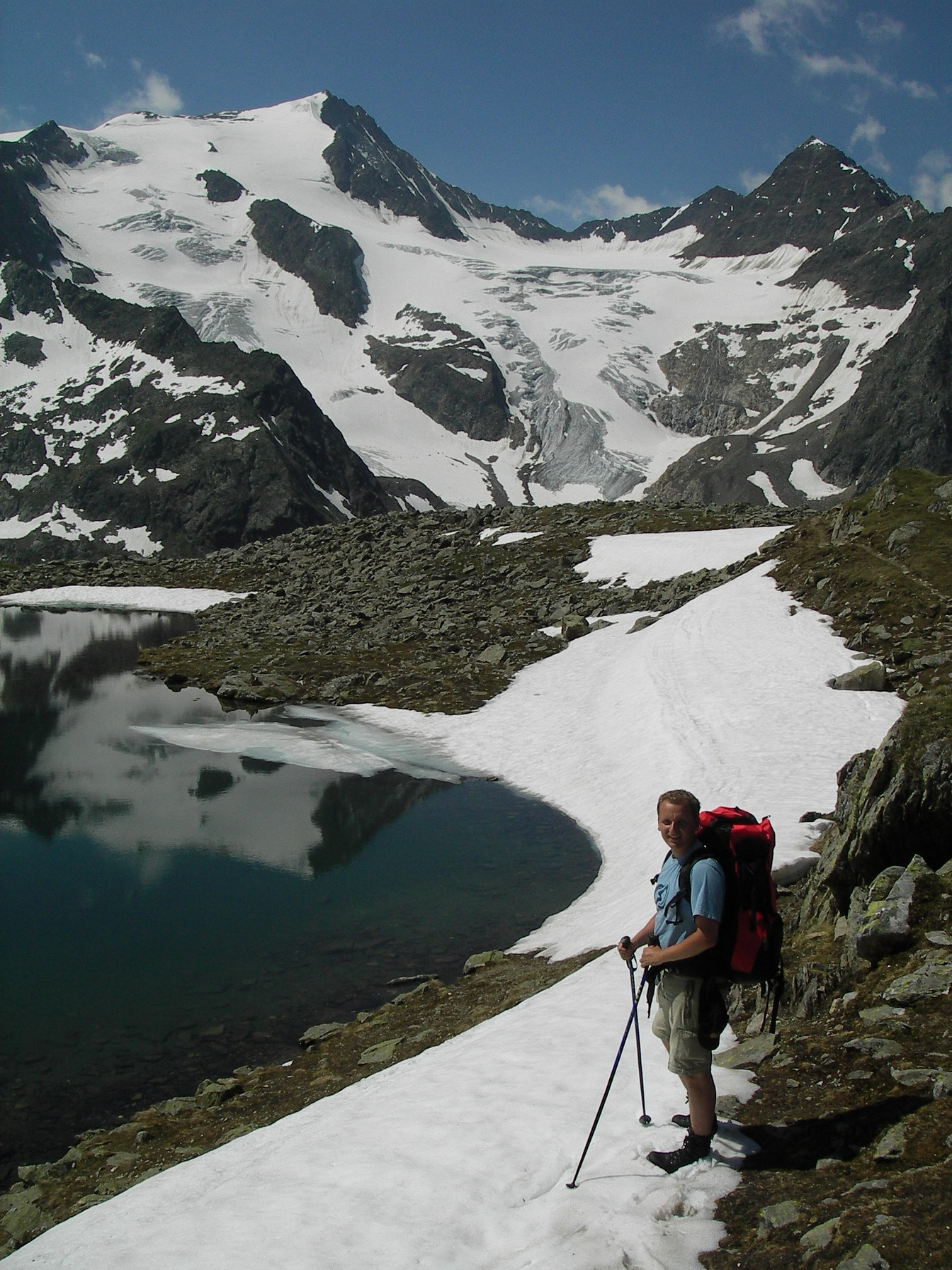
Glaciar en el Wilder Freiger

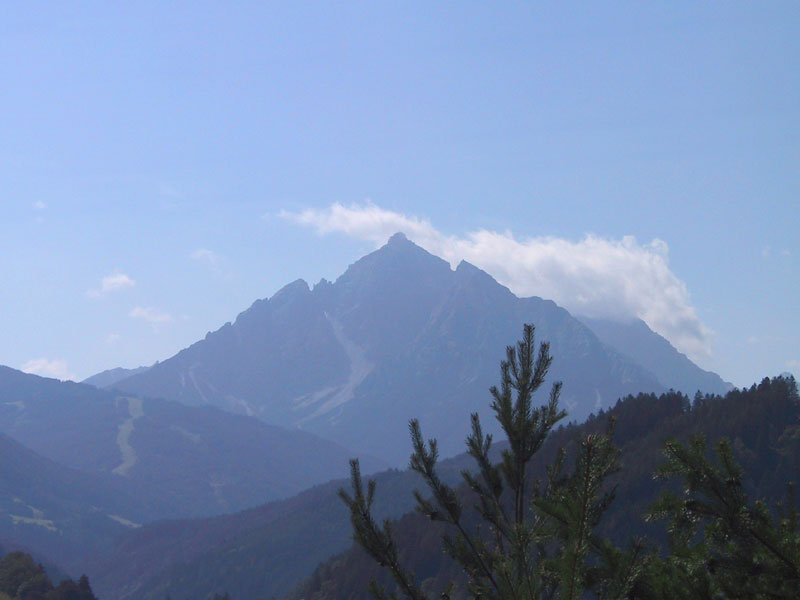
Serles

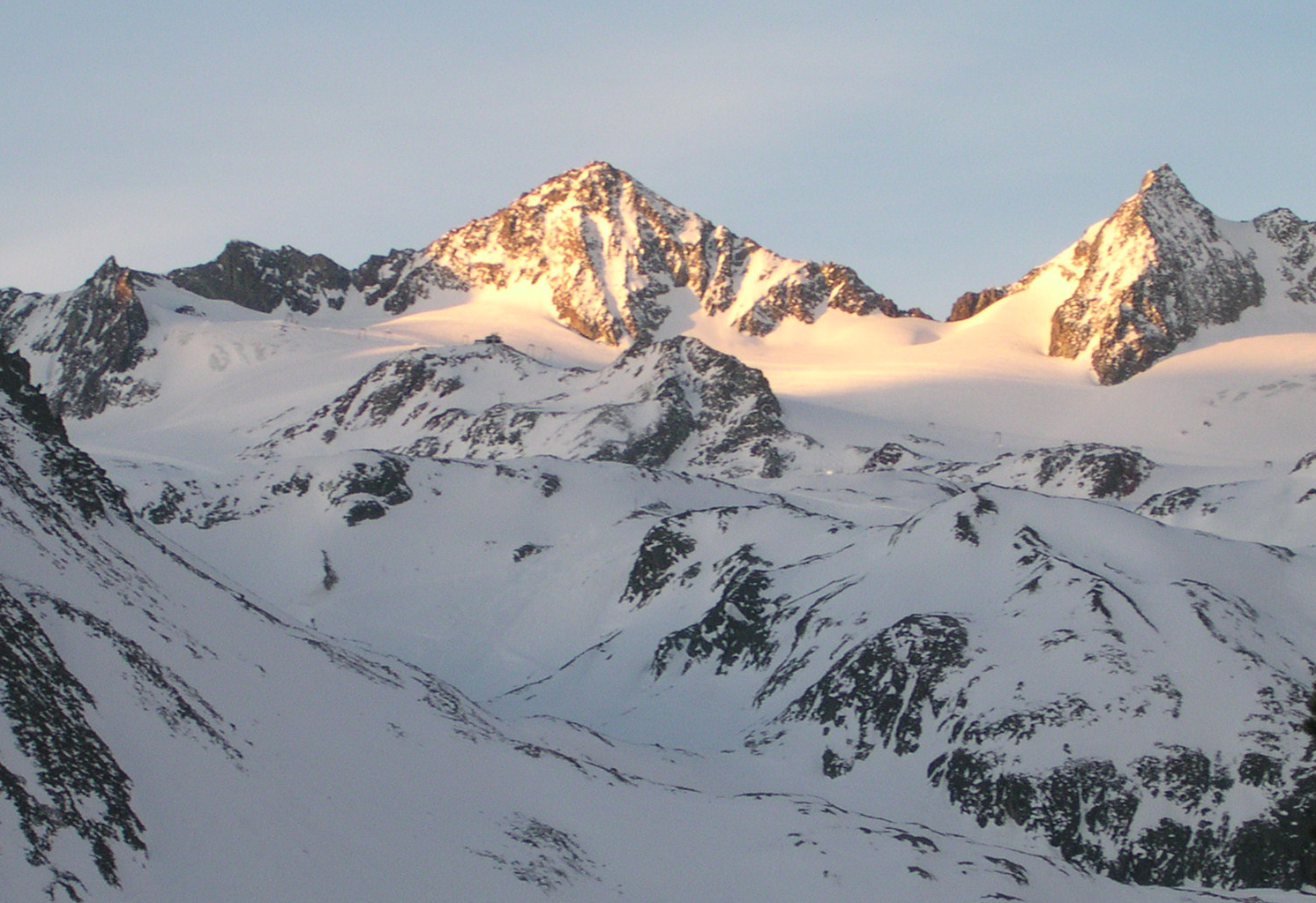
Stubaier Wildspitze

La guía de Alpine Club para los Alpes de Stubai divide la cadena en 15 subgrupos de la siguiente manera:
- montañas del norte de Sellrain (Nördliche Sellrainer Berge), pico más alto: Rietzer Grießkogel (2884 m);
- montañas del sudoeste de Sellrain, (Südwestliche Sellrainer Berge) el pico más alto: Gleirscher Fernerkogel (3194 m);
- montañas del sudeste de Sellrain, (Südöstliche Sellrainer Berge) el pico más alto: Hohe Villerspitze (3092 m);
- montañas Larstig (Larstiger Berge) + Bachfallenstock, pico más alto: Strahlkogel (3295 m);
- montañas de Alpein (Alpeiner Berge), cumbre más alta: Schrankogel (3497 m);
- Habicht-Elfer-Kamm, cumbre más alta: Habicht (3277 m);
- Serleskamm, cumbre más alta: Kirchdachspitze  (2840 m);
- Sulztalkamm, cumbre más alta: Wilde Leck (3361 m);
- cadena Principal occidental (Westlicher Hauptkamm), cumbre más alta: Zuckerhütl (3507 m) (también la montaña más alta de todos los Alpes de Stubai);
- cadena Principal central (Mittlerer Hauptkamm), cumbre más alta: Wilder Freiger (3418 m);
- cadena Principal oriental (Östlicher Hauptkamm), cumbre más alta: Pflerscher Tribulaun (3097 m);
- Windach-Brunnenkogelkamm, cumbre más alta: Jochköpfl (3143 m);
- Botzergruppe + estribaciones, cumbre más alta: Botzer (3250 m);
- Aggls-Rosskopf-Kamm, cumbre más alta: Agglsspitze (3196 m);
- Kalkkögel, cumbre más alta: Schlicker Seespitze  (2804 m).

### Cumbres
- Zuckerhütl (3507 m)
- Schrankogel (3497 m)
- Pfaffenschneide (3498 m)
- Ruderhofspitze (3474 m)
- Sonklarspitze (3463 m)
- Wilder Pfaff (3456 m)
- Wilder Freiger (3418 m)
- Östliche Seespitze (3416 m)
- Schrandele (3393 m)
- Hohes Eis (3388 m)

Hay un total de poco menos de 500 montañas nombradas y anotadas en los Alpes de Stubai. Entre las más conocidos están (en orden de altura y excluyendo las diez primeras ya mencionadas arriba):
Los puertos de montaña principales de los Alpes de Stubai son:
- por carretera y ferrocarril: Paso del Brennero (1370 m), de Innsbruck a Verona;

- por carretera:

- Jaufen Pase/Passo di Monte Giovo (2094 m), de Sterzing a Merano;
- Timmelsjoch (Passo del Rombo) (2509 m), de Sölden a Merano;

- por nieve:

- Bildstockljoch (3138 m), de Sölden a Ranalt;

- Sonklarscharte (3327 m), de Sölden a Sterzing;